# عبد الحليم مرسي
عبد الحليم مرسي هو ممثلٌ مصري اقتصر نشاطه الفني على فترة أربعينيات القرن العشرين وأدى العديد من الأدوار المساعدة في الأفلام المصرية، وغالباً في دور الطبيب والصحفي، كما ألفَّ قصة فيلم «شارع البهلوان» عام 1949 ميلاديًا اقتباسًا عن مسرحيته. امتد نشاطه السينمائي لمدة خمس سنوات فقط من 1942 وحتى 1946 وقدم خلالها 15 فيلمًا.

## أفلامه
من أفلامه:
- فيلم «على مسرح الحياة» للمخرج أحمد بدرخان، عام 1942[5]
- فيلم «أحلام الشباب» للمخرج كمال سليم، عام 1942[6]
- فيلم «غرام وانتقام» للمخرج يوسف وهبي، عام 1944[7]
- فيلم «طاقية الإخفاء» للمخرج نيازي مصطفى، عام 1944[8]
- فيلم «شارع محمد علي» للمخرج نيازي مصطفى، عام 1944[9]
- فيلم «برلنتي» للمخرج يوسف وهبي، عام 1944[10]
- فيلم «الأم» للمخرج عمر جميعي، عام 1945[11]
- فيلم «قلوب دامية» للمخرج حسن عبد الوهاب، عام 1945[12]
- فيلم «رابحة» للمخرج نيازي مصطفى، عام 1945[13]
- فيلم «البني آدم» للمخرج نيازي مصطفى، عام 1945[14]
- فيلم «قتلت ولدي» للمخرج جمال مدكور، عام 1945[15]
- فيلم «مجد ودموع» للمخرج أحمد بدرخان، عام 1946[16]
- فيلم «شمعة تحترق» للمخرج يوسف وهبي، عام 1946[17]
- فيلم "الخمسة جنيه" للمخرج حسن حلمي، عام 1946[18]
- فيلم «أرض النيل» للمخرج عبد الفتاح حسن، عام 1946[19]

## وصلات خارجية
- عبد الحليم مرسي على موقع IMDb (الإنجليزية)
- عبد الحليم مرسي على موقع الدهليز
- عبد الحليم مرسي على موقع قاعدة بيانات الأفلام العربية
- عبد الحليم مرسي على الدهليز
- عبد الحليم مرسي على كاروهات